# Meister des Plinius des Pico della Mirandola
Als Meister des Plinius des Pico della Mirandola oder auch Picomeister (it. Maestro del Plinio di Pico della Mirandola, Maestro di Pico) wird der Buchmaler bezeichnet, der um 1481 eine Abschrift der Historia naturalis des antiken Schriftstellers Plinius ausgemalt hat. Das Manuskript wurde für den italienischen humanistischen Philosophen Giovanni Pico della Mirandola geschaffen. Das Werk gibt dem namentlich nicht bekannten Meister seinen Notnamen.
Der Picomeister war wohl zuerst in Ferrara und dann in Venedig tätig. Seine Arbeiten werden zwischen 1469 und 1505 vermutet, wobei er sich auf aufwendige Ausmalung von Manuskripten für anspruchsvolle und sehr wohlhabende Bürger dieser Städte spezialisiert hatte. Er malte einerseits einige religiöse Werke aus, aber er war auch an Illustrationen zu bekannten weltlichen Werken der Renaissance-Literatur tätig. Dabei soll er nach 1490 auch Holzschnitte für die frühen Druckausgaben solcher Werke geliefert haben.

## Werke

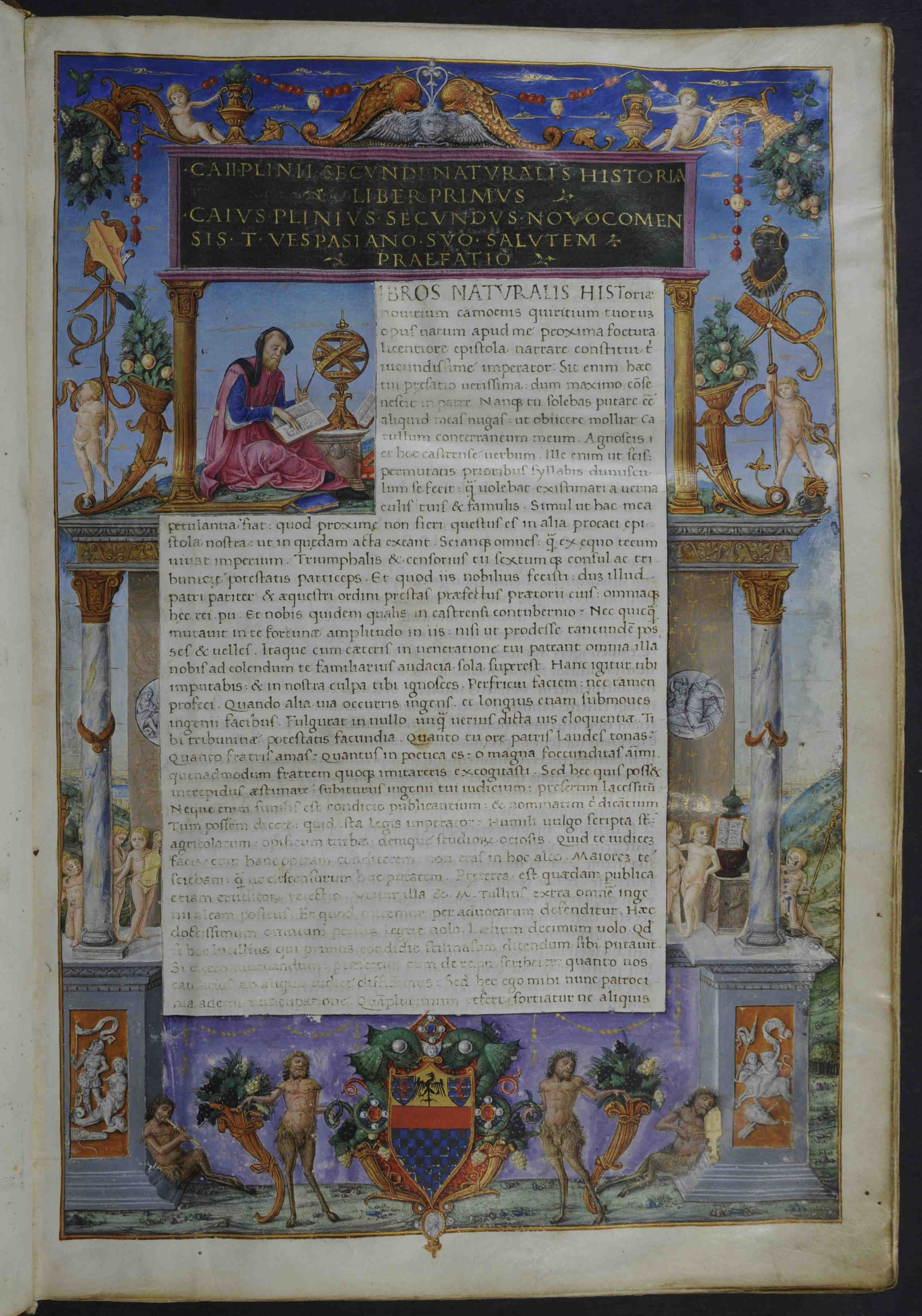
Seite aus Plinius, Naturalis Historia (1481)

- Illustration zu der Historia naturalis des Plinius[1]

Neben dem namensgebenden Werk werden dem Picomeister auch einige weitere Werke zugeschrieben, darunter:
- eine prächtig illuminierte, 1471 in Venedig gedruckte italienische Bibel, heute in der Zentralbibliothek von Zürich[2]
- ein auf 1482 datiertes Stundenbuch für Ulrich Kneußl, Dompropst von Trient und Brixen, heute in der Stiftsbibliothek des Zisterzienserstift Stams[3]

Der Picomeister war eventuell an den Holzschnitten zu der in Venedig 1492 erschienenen Druckausgabe von Boccacios Decamerone beteiligt oder auch  an Illustrationen nach dessen Biographien berühmter  Männer und Frauen der Antike und des Mittelalters, einem  typischen Thema der Renaissance zur Erbauung des wohlhabenden Bürgertums, das auch Petrarca bereits bearbeitet hatte.

## Identifizierung
Es lässt sich vermuten, dass der Picomeister mit Bartolomeo del Tintore identisch sein könnte, einem Miniaturmaler, der ab der Mitte des 15. Jahrhunderts in Bologna tätig war. Dies bleibt jedoch in der Fachwelt umstritten.